# جوزف گرنگ
 جوزف گرنگ (انگلیسی: Joseph Garang؛ – ۲۸ ژوئیهٔ ۱۹۷۱) یک سیاست‌مدار اهل سودان جنوبی بود.